# Lista monarhilor din Coreea
Dinastiile coreene sunt prezentate în ordinea căderii lor.
Această listă cuprinde numele lor romanizat sau cel care apare în temple și anii în care au domnit .

## Gojoseon
Gojoseon (c.2333 - 108 iHr) a fost primul regat în Coreea. Se zice că a fost fondat de către Dangun în 2333 î.Hr., însă anul fondării este disputat de către istorici. Dovezile arheologice din Epoca Bronzului despre cultura Gojoseon au fost găsite în nordul Coreei și sudul Manciuriei. Numeroasele dovezi istorice și arheologice arată că în secolul al IV-lea î.Hr. Gojoseon a fost un stat înfloritor și declarat regat. 
| #   | Nume            | Nume              | Perioada domniei |
| #   | Nume romanizat  | Numele coreean    | Perioada domniei |
| --- | --------------- | ----------------- | ---------------- |
| 1   | Dangun Wanggeom | 단군왕검 檀君王儉 | 2333-? î.Hr.     |
| ··· | ···             | ···               | ···              |
| ?   | Regele Bu       | 부왕 否王         | ?-? î.Hr.        |
| ?   | Regele Jun      | 준왕 準王         | ?-194 î.Hr.      |

### Familia Wiman Joseon
| # | Nume                         | Nume           | Perioada domniei |
| # | Nume romanizat               | Numele coreean | Perioada domniei |
| - | ---------------------------- | -------------- | ---------------- |
| 1 | Wi Man                       | 위만 衛滿      | 194-? î.Hr.      |
| 2 | necunoscut (Fiul lui Wi Man) | necunoscut     | ?-?              |
| 3 | Regele Ugeo                  | 우거왕 右渠王  | ?-108 î.Hr.      |

## Buyeo
Regatul Buyeo (secolul al II-lea î.Hr. - 494 dHr) a fost pe locul Manciuriei din zilele noastre . Monarhii au continuat să folosească titlul de Dangun. Câteva scrieri spun că existau : Bukbuyeo (Buyeo de nord) și Dongbuyeo (Buyeo estic). El a fost absorbit în Goguryeo.

### Buyeo estic
(c.86 î.Hr.–22 dHr)
Conducătorii regatului Dongbuyeo au schimbat numele statului în Bukbuyeo în 86 î.Hr. și luau titlul de Wang ("rege").
| # | Nume           | Nume          | Perioada domniei |
| # | Nume romanizat | Nume coreean  | Perioada domniei |
| - | -------------- | ------------- | ---------------- |
| 1 | Hae Buru       | 해부루 解夫婁 | 86-48 î.Hr.      |
| 2 | Geumwa         | 금와왕 金蛙王 | 48-7 î.Hr.       |
| 3 | Daeso          | 대소왕 臺素王 | 7 î.Hr.-22 d.Hr. |

Galsa Buyeo
| # | Nume           | Nume          | Perioada domniei |
| # | Nume romanizat | Nume coreean  | Perioada domniei |
| - | -------------- | ------------- | ---------------- |
| 1 | Regele Galsei  | 갈사왕 曷思王 | 21 d.Hr.-?       |
| ? | Dodu           | 도두 都頭     | ?-68 d.Hr.       |

### Buyeo Tarziu
| Nume           | Nume              | Perioada domniei        |
| Nume romanizat | Nume coreean      | Perioada domniei        |
| -------------- | ----------------- | ----------------------- |
| Wigutae        | 위구태왕 慰仇太王 | ?-?, secolul al II-lea  |
| Ganwigeo       | 간위거왕 簡位居王 | ?-?, secolul al III-lea |
| Maryeo         | 마려왕 麻余王     | ?-?, secolul al III-lea |
| ···            | ···               | ···                     |
| Uiryeo         | 의려왕 依慮王     | ?-285                   |
| Uira           | 의라왕 依羅王     | 286 -?                  |
| ···            | ···               | ···                     |
| Hyeon          | 현왕 玄王         | ?-346                   |
| Yeoul          | 여울왕 餘蔚王     | ?-384                   |
| ···            | ···               | ···                     |
| Jan            | 잔 孱             | ?-494                   |

## Cele Trei Regate ale Coreei

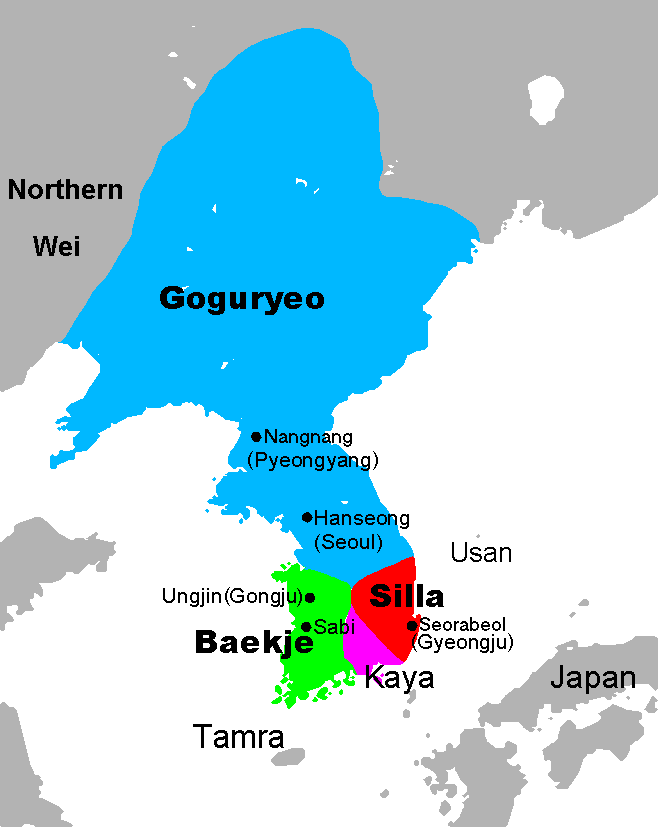
Harta regatelor în secolul al V-lea

Numele "Cele Trei Regate ale Coreei" (coreeană: 삼국시대) se refera la regatele coreene : Googuryeo, Baekje și Silla, care au dominat peninsula coreeană și o parte a Manchiuriei pentru mare parte a primului mileniu. "Cele Trei Regate ale Coreei" au ținut din 57 î.Hr. până la victoria regatului Silla contra Goguryeo în 668 d.Hr., care a marcat începutul perioada statelor : "Regatul de Nord" și "Regatul de Sud"  (Silla unificată în Sud și Balhae în Nord).

### Goguryeo
Goguryeo (37 î.Hr. - 668 d.Hr.) a fost unul dintre cele "Cele Trei Regate ale Coreei" . Conducătorii statului Goguryeo au folosit titlul de  Taewang (太王, "Cel mai mare rege"). 
si cel mai mare rege din Goguryeo  fost Gwangaetto care intins teritoriul pana pe treitorul chinei de astazi si manciuria si coreea de azi 

| #                        | Nume postmortem                 | Nume coreean                                      | Numele personal                                             | Perioada domniei    |
| Linia asa-zisa legendara |                                 |                                                   |                                                             |                     |
| 1                        | Dongmyeong                      | 동명성왕 (東明聖王), 동명왕 (東明王)              | Jumong 주몽 (朱蒙), Chumo 추모 (鄒牟), Sanghae 상해 (象解)  | 37-19 î.Hr.         |
| 2                        | Yurimyeong                      | 유리왕 (琉璃王), 유리명왕 (琉璃明王)              | Yuri 유리 (琉璃, 類利), Yuryu 유류 (孺留), Nuri 누리 (累利) | 19 î.Hr. - 18 d.Hr. |
| 3                        | Daemusin                        | 대무신왕 (大武神王), 대해주류왕 (大解朱留王)      | Muhyul 무휼 (無恤)                                          | 18-44               |
| 4                        | Minjung                         | 민중왕 (閔中王)                                   | Saekju 색주 (色朱)                                          | 44-48               |
| 5                        | Mobon                           | 모본왕 (慕本王)                                   | U 우 (憂), Aeru 애루 (愛婁), Mangnae 막래 (莫來)            | 48-53               |
| Linia Gungnae            |                                 |                                                   |                                                             |                     |
| 6                        | Taejo                           | 태조[대]왕 (太祖[大]王), 국조왕 (國祖王)          | Gung 궁 (宮), Eosu 어수 (於漱)                              | 53-146              |
| 7                        | Chadae                          | 차대왕 (次大王)                                   | Suseong 수성 (遂成)                                         | 146-165             |
| 8                        | Sindae                          | 신대왕 (新大王)                                   | Baekgo 백고 (伯固), Baekgu 백구 (伯句)                      | 165-179             |
| 9                        | Gogukcheon                      | 고국천왕 (故國川王), 국양왕 (國襄王)              | Nammu 남무 (男武)                                           | 179-197             |
| 10                       | Sansang                         | 산상왕 山上王                                     | Jeong-u 정우 廷優, Wigung 위궁 位宮                         | 197-227             |
| 11                       | Dongcheon                       | 동천왕 東川王, 東襄王                             | Uwigeo 우위거 憂位居, Gyoche 교체 郊彘                      | 227-248             |
| 12                       | Jungcheon                       | 중천왕 中川王, 中襄王                             | Yeonbul 연불 然弗                                           | 248-270             |
| 13                       | Seocheon                        | 서천왕 西川王, 西襄王                             | Yangno 약로 藥盧, Yagu 약우 若友                            | 270-292             |
| 14                       | Bongsang                        | 봉상왕 烽上太王, 鴙葛王                           | Sangbu 상부 相夫, Sapsiru 삽시루 插矢婁                     | 292-300             |
| 15                       | Micheon                         | 미천왕 美川太王, 好攘王                           | Eulbul 을불 乙弗, Ubul 우불 憂拂                            | 300-331             |
| 16                       | Gogugwon                        | 고국원왕 故國原王                                 | Sayu 사유 斯由, Yu 유 劉, Soe 쇠 釗                         | 331-371             |
| 17                       | Sosurim                         | 소수림왕 小獸林王                                 | Gubu 구부 丘夫                                              | 371-384             |
| 18                       | Gogugyang                       | 고국양왕 故國攘王                                 | Yiryeon 이련 伊連, Eojiji 어지지 於只支                     | 384-391             |
| 19                       | Gwanggaeto cel Mare de Goguryeo | 국강상광개토경평안호태왕 國彊上廣開土境平安好太王 | Damdeok 담덕 談德, An 안 安                                 | 391-413             |
| Linia Pyongyang          |                                 |                                                   |                                                             |                     |
| 20                       | Jangsu                          | 장수왕 長壽王                                     | Georyeon 거련 巨連, Goryeon 고련 高璉                       | 413-490             |
| 21                       | Munjamyeong                     | 문자명왕 文咨明王                                 | Na-un 나운 羅雲, Go-un 고운 高雲                            | 491-519             |
| 22                       | Anjang                          | 안장왕 安藏王                                     | Heung-an 흥안 興安, Go-an 고안 高安                         | 519-531             |
| 23                       | Anwon                           | 안원왕 安原王                                     | Bojeong 보정 寶廷, Gojeong 고정 高廷                        | 531-545             |
| 24                       | Yangwon                         | 양원왕 陽原王, 陽崗王                             | Pyeongseong 평성 平成                                       | 545-559             |
| 25                       | Pyeongwon                       | 평원왕 平原王                                     | Yangseong 양성 陽成, Tang 탕 湯, Goyang 고양 高陽           | 559-590             |
| 26                       | Yeongyang                       | 영양왕 嬰陽王, 평양왕 平陽王                      | Go Won 고원 高元, Daewon 대원 大元                          | 590-618             |
| 27                       | Yeongnyu                        | 영류왕 榮留王                                     | Go Geonmu 고건무 高建武, Seong 성 成, Gomu 고무 高武        | 618-642             |
| 28                       | Bojang                          | 보장왕 寶藏王                                     | Go Jang 고장 高藏, Bojang 보장 寶藏                         | 642-668             |

Sursa: http://kdaq.empas.com/koreandb/history/koreanking/html/person/koguryeo_king.html (Academia de Studii Coreene) și http://enc.daum.net/dic100//topView.do (Korea Britannica Corp.)

### Baekje
Baekje (18 î.Hr. - 660 d.Hr.) a fost una dintre "Cele Trei Regate ale Coreei". Numele postmortem a fost același ca numele personal, mai puțin la cele precizate.
| #  | Numele postmortem | Coreeana 1 | Coreeana 2 | Perioada domniei    | Nume personal                                                      | Înrudire                                  | Și sub numele de                                                      |
| 1  | Onjo              | 온조왕     | 溫祚王     | 18 î.Hr. - 29 d.Hr. |                                                                    | fondator                                  |                                                                       |
| 2  | Daru              | 다루왕     | 多婁王     | 29 - 77             |                                                                    | primul fiu a lui Onjo                     |                                                                       |
| 3  | Giru              | 기루왕     | 己婁王     | 77 - 128            |                                                                    | primul fiu a lui Daru                     |                                                                       |
| 4  | Gaeru             | 개루왕     | 蓋婁王     | 128 - 166           |                                                                    | fiu a lui Giru                            |                                                                       |
| 5  | Chogo             | 초고왕     | 肖古王     | 166 - 214           |                                                                    | fiu a lui Gaeru                           | Sogo (소고왕, 素古王)                                                 |
| 6  | Gusu              | 구수왕     | 仇首王     | 214 - 234           |                                                                    | primul fiu a lui Chogo                    | Guisu (귀수왕, 貴須王)                                                |
| 7  | Saban             | 사반왕     | 沙泮王     | 234                 |                                                                    | primul fiu a lui Gusu                     | Sai (사이왕, 沙伊王)                                                  |
| 8  | Goi               | 고이왕     | 古爾王     | 234 - 286           |                                                                    | al doilea a lui Gaeru                     | Gui (구이군, 久爾君)                                                  |
| 9  | Chaekgye          | 책계왕     | 責稽王     | 286 - 298           |                                                                    | fiu a lui Goi                             | Cheonggye (청계왕, 靑稽王)                                            |
| 10 | Bunseo            | 분서왕     | 汾西王     | 298 - 304           |                                                                    | primul fiu a lui Chaekgye                 |                                                                       |
| 11 | Biryu             | 비류왕     | 比流王     | 304 - 344           |                                                                    | al doilea fiu a lui Gusu                  |                                                                       |
| 12 | Gye               | 계왕       | 契王       | 344 - 346           |                                                                    | primul fiu a lui Bunseo                   |                                                                       |
| 13 | Geunchogo         | 근초고왕   | 近肖古王   | 346 - 375           | Yeogu                                                              | al doilea fiu a lui Biryu                 | Chogo (초고왕, 肖古王) sau Sokgo (속고왕, 速古王)                     |
| 14 | Geun-gusu         | 근구수왕   | 近仇首王   | 375 - 384           |                                                                    | fiu a lui Geunchogo                       | Guisu (귀수왕, 貴首王)                                                |
| 15 | Chimnyu           | 침류왕     | 枕流王     | 384 - 385           |                                                                    | primul fiu a lui Geungusu                 |                                                                       |
| 16 | Jinsa             | 진사왕     | 辰斯王     | 385 - 392           |                                                                    | fratele mai mic a lui Chimnyu             | Buyeohui (부여휘, 扶餘暉)                                             |
| 17 | Asin              | 아신왕     | 阿莘王     | 392 - 405           |                                                                    | var a lui Jinsa; primul fiu a lui Chimnyu | Aha (아화왕, 阿華王)                                                  |
| 18 | Jeonji            | 전지왕     | 腆支王     | 405 - 420           |                                                                    | primul fiu a lui Asin                     | Jikji (직지왕, 直支王) sau Jinji (진지왕, 眞支王)                     |
| 19 | Gu-isin           | 구이신왕   | 久爾辛王   | 420 - 427           |                                                                    | primul fiu a lui Jeonji                   |                                                                       |
| 20 | Biyu              | 비유왕     | 毗有王     | 427 - 454           |                                                                    | primul fiu a lui Guisin                   | Yeobi (여비, 餘毗)                                                    |
| 21 | Gaero             | 개로왕     | 蓋鹵王     | 454 - 475           | Gyeongsa (경사, 慶司) sau Gyeong (경, 慶)                          | primul fiu a lui Biyu                     | Yeogyeong (여경, 餘慶)                                                |
| 22 | Munju             | 문주왕     | 文周王     | 475 - 477           | Modo (모도, 牟都) sau Do (도, 都)                                  | fiu a lui Gaero                           |                                                                       |
| 23 | Samgeun           | 삼근왕     | 三斤王     | 477 - 479           | Samgeun (삼근, 三斤), Imgeol (임걸, 壬乞) sau Samgeol (삼걸, 三乞) | primul fiu a lui Munju                    | Mun-geun (문근왕, 文斤王)                                             |
| 24 | Dongseong         | 동성왕     | 東城王     | 479 - 501           | Modae (모대, 牟大) sau Mamo (마모, 摩牟)                           | var a lui Samgeum                         |                                                                       |
| 25 | Muryeong          | 무령왕     | 武寧王     | 501 - 523           | Sama (사마, 斯麻 or 斯摩) sau Yung (융, 隆)                        | al doilea fiu a lui Dongseong             | Sama (사마왕, 斯麻王), Do (도왕, 嶋王), sau Horyeong (호령왕, 虎寧王) |
| 26 | Seong             | 성왕       | 聖王       | 523 - 554           | Myeong (명, 明)                                                    | fiu a lui Muryeong                        | Myeong (명왕, 明王) sau Seongmyeong (성명왕, 聖明王)                  |
| 27 | Wideok            | 위덕왕     | 威德王     | 554 - 598           | Chang (창, 昌)                                                     | primul fiu a lui Seong                    | Chang (창왕, 昌王)                                                    |
| 28 | Hye               | 혜왕       | 惠王       | 598 - 599           | Gye (계, 季)                                                       | fratele mai mic a lui Wideok              | Heon (헌왕, 獻王)                                                     |
| 29 | Beop              | 법왕       | 法王       | 599 - 600           | Seon (선, 宣) sau Hyosun (효순, 孝順)                              | primul fiu a lui Hye                      |                                                                       |
| 30 | Mu                | 무왕       | 武王       | 600 - 641           | Jang (장, 璋) sau Seodong (서동, 薯童)                             | cel mai mic fiu a lui of Wideok           | Mugang (무강왕, 武康王) sau Mugwang (무광왕,武廣王)                   |
| 31 | Uija              | 의자왕     | 義慈王     | 641 - 660           |                                                                    | primul fiu a lui Mu                       |                                                                       |

### balhae
Silla (57 iHr - 935 dHr) a fost una dintre "Cele Trei Regate ale Coreei". La început  Silla a fost condusă de famiile Pak, Seok și Kim. Conducătorii Sillei au avut numeroase titluri printre care: Isageum, Maripgan sau Daewang. Ca și câțiva regi ai Baekje, unii s-au autodeclarat împărați.
1. Hyeokgeose Geoseogan 혁거세 거서간 朴赫居世居西干 (57 iHr–4 dHr)
2. Namhae Chachaung 남해 차차웅 南解次次雄 (4–24)
3. Yuri Yisageum(24–57) 유리이사금 儒理尼師今
4. Talhae Isageum 탈해이사금 脫解尼師今 (57–80)
5. Pasa Isageum 파사이사금 婆娑尼師今 (80–112)
6. Jima Isageum 지마이사금 祗摩尼師今 (112–134)
7. Ilseong Isageum 일성이사금 逸聖尼師今 (134–154)
8. Adalla Isageum 아달라이사금 阿達羅尼師今 (154–184)
9. Beolhyu Isageum 벌휴이사금 伐休尼師今 (184–196)
10. Naehae Isageum 내해이사금 奈解尼師今 (196–230)
11. Jobun Isageum 조분이사금 助賁尼師今 (230–247)
12. Cheomhae Isageum 첨해이사금 沾解尼師今 (247–261)
13. Michu Isageum 미추이사금 味鄒尼師今 (262–284)
14. Yurye Isageum 유례이사금 儒禮尼師今 (284–298)
15. Girim Isageum 기림이사금 基臨尼師今 (298–310)
16. Heulhae Isageum 흘해이사금 訖解尼師今 (310–356)
17. Naemul Maripgan 내물마립간 奈勿麻立干 (356–402)
18. Silseong Maripgan 실성마립간 實聖麻立干 (402–417)
19. Nulji Maripgan 눌지마립간 訥祗麻立干 (417–458)
20. Jabi Maripgan 자비마립간 慈悲麻立干 (458–479)
21. Jijeung 지증왕 智證王 (500–514)
22. Beopheung  법흥태왕 法興太王 (514–540)
23. Jinheung 진흥태왕 眞興太王 (540–576)
24. Jinji 진지왕 眞智王 (576–579)
25. Jinpyeong] 진평왕 眞平王 (579–632)
26. Seondeok 선덕왕 善德王 (632–647)
27. Jindeok 진덕왕 眞德王 (647–654)
28. Muyeol 태종무열왕 太宗武烈王 (654–661)

#### Silla unificată
1. Munmu 문무대왕 文武大王 (661–681)
2. Sinmun 신문왕 神文王 (681–691)
3. Hyoso 효소왕 孝昭王 (692–702)
4. Seongdeok 성덕대왕 聖德大王 (702–737)
5. Hyoseong 효성왕 孝成王 (737–742)
6. Gyeongdeok 경덕왕 景德王 (742–765)
7. Hyegong 혜공왕 惠恭王 (765–780)
8. Seondeok 선덕왕 宣德王 (780–785)
9. Wonseong 원성왕 元聖王 (785–798)
10. Soseong 소성왕 昭聖王 (798–800)
11. Aejang 애장왕 哀莊王 (800–809)
12. Heondeok 헌덕왕 憲德王 (809-826)
13. Heungdeok 흥덕왕 興德王 (826–836)
14. Huigang 희강왕 僖康王 (836–838)
15. Minae 민애왕 閔哀王 (838–839)
16. Sinmu 신무왕 神武王 (839)
17. Munseong 문성왕 文聖王 (839–857)
18. Heonan 헌안왕 憲安王 (857–861)
19. Gyeongmun 경문왕 景文王 (861–875)
20. Heongang 헌강왕 憲康王 (875–886)
21. Jeonggang 정강왕 定康王 (886–887)
22. Jinseong 진성왕 眞聖王 (887–897)
23. Hyogong 효공왕 孝恭王 (897–912)
24. Sindeok 신덕왕 神德王 (913–917)
25. Gyeongmyeong 경명왕 景明王 (917–924)
26. Gyeongae 경애왕 景哀王 (924–927)
27. Gyeongsun 경순왕 敬順王 (927–935)

## Confederația Gaya
Confederația Gaya (42-562) a fost formată din mai multe state mai mici. Toți conducătorii aveau titlul de Wang ("Rege"). 

### Geumgwan Gaya
Geumgwan Gaya (42-532) a fost una dintre statele din Confederația Gaya.
| #  | Nume romanizat | Nume coreean 1 | Nume coreean 2 | Perioada domniei |
| 1  | Suro           | 수로왕         | 首露王         | (42-199)         |
| 2  | Geodeung       | 거등왕         | 居登王         | (199-259)        |
| 3  | Mapum          | 마품왕         | 麻品王         | (259-291)        |
| 4  | Geojilmi       | 거질미왕       | 居叱彌王       | (291-346)        |
| 5  | Isipum         | 이시품왕       | 伊尸品王       | (346-407)        |
| 6  | Jwaji          | 좌지왕         | 坐知王         | (407-421)        |
| 7  | Chwihui        | 취희왕         | 吹希王         | (421-451)        |
| 8  | Jilji          | 질지왕         | 銍知王         | (451-492)        |
| 9  | Gyeomji        | 겸지왕         | 鉗知王         | (492-521)        |
| 10 | Guhyeong       | 구형왕         | 仇衡王         | (521-532)        |

### Daegaya
Daegaya (42-562) a fost unul dintre statele din Confederația Gaya.
| #          | Nume                  | Nume                                       | Perioada domniei |
| #          | Nume romanizat        | Nume coreean                               | Perioada domniei |
| ---------- | --------------------- | ------------------------------------------ | ---------------- |
| 1          | Ijinasi               | 이진아시왕 伊珍阿豉王                      | 42 dHr-?         |
| ···        | ···                   | ···                                        | ···              |
| 3 sau 4    | Geumnim               | 금림왕 錦林王                              | ?-?              |
| ···        | ···                   | ···                                        | ···              |
| Necunoscut | Haji                  | 하지왕 荷知王                              | ?-?              |
| ···        | ···                   | ···                                        | ···              |
| 6 sau 7    | Gasil                 | 가실왕 嘉悉王 or 嘉實王                    | ?-?              |
| ···        | ···                   | ···                                        | ···              |
| 9          | Inoe                  | 이뇌왕 異腦王                              | ?-?              |
| 10 sau 16  | Wolgwang sau Doseolji | 월광태자 (月光太子) or 도설지왕 (道設智王) | ?-562            |

## Balhae
Balhae (698–926) a fost un regat coreean format după căderea statului Goguryeo. Balhae a ocupat sudul Manchuriei, China de Nord, Primorsky Krai și nordul peninsulei coreene.
| #  | Nume romanizat  | Nume romanizat | Perioada domniei | Numele coreean (年號) | Numele coreean (年號)   | Nume postmortem (諡號) | Nume postmortem (諡號) |
| #  | romanizat       | coreean        | Perioada domniei | romanizat             | coreean                 | romanizat              | coreean                |
| -- | --------------- | -------------- | ---------------- | --------------------- | ----------------------- | ---------------------- | ---------------------- |
| 1  | Dae Joyeong     | 대조영 大祚榮  | 698–719          |                       |                         | Go                     | 고왕 高王              |
| 2  | Dae Muye        | 대무예 大武藝  | 719–737          | Inan                  | 인안 仁安               | Mu                     | 무왕 武王              |
| 3  | Dae Heummu      | 대흠무 大欽茂  | 737–793          | Daeheung Boryeok      | 대흥 (大興) 보력 (寶曆) | Mun                    | 문왕 文王              |
| 4  | Dae Won-ui      | 대원의 大元義  | 793–794          |                       |                         |                        |                        |
| 5  | Dae Hwa-yeo     | 대화여 大華與  | 794              | Jungheung             | 중흥 中興               | Seong                  | 성왕 成王              |
| 6  | Dae Sung-rin    | 대숭린 大嵩璘  | 794–808          | Jeongryeok            | 정력 正曆               | Gang                   | 강왕 康王              |
| 7  | Dae Won-yu      | 대원유 大元瑜  | 808–812          | Yeongdeok             | 영덕 永德               | Jeong                  | 정왕 定王              |
| 8  | Dae Eon-ui      | 대언의 大言義  | 812–817?         | Jujak                 | 주작 朱雀               | Hui                    | 희왕 僖王              |
| 9  | Dae Myeongchung | 대명충 大明忠  | 817?–818?        | Taesi                 | 태시 太始               | Gan                    | 간왕 簡王              |
| 10 | Dae Insu        | 대인수 大仁秀  | 818?–830         | Geonheung             | 건흥 建興               | Seon                   | 선왕 宣王              |
| 11 | Dae Ijin        | 이진 大彝震    | 830–857          | Hamhwa                | 함화 咸和               |                        |                        |
| 12 | Dae Geonhwang   | 대건황 大虔晃  | 857–871          |                       |                         |                        |                        |
| 13 | Dae Hyeonseok   | 대현석 大玄錫  | 871–895          |                       |                         | Gyeong                 | 경왕 景王              |
| 14 | Dae Wihae       | 대위해 大瑋瑎  | 895–906          |                       |                         |                        |                        |
| 15 | Dae Inseon      | 대인선 大諲譔  | 906–926          |                       |                         |                        |                        |

## Hubaekje
Hubaekje (900-936) a fost fondată de către Gyeon Hwon, care a fost general în timpul decăderii Sillei.  
| # | Nume romanizat | Nume romanizat | Perioada domniei |
| # | romanizat      | coreean        | Perioada domniei |
| - | -------------- | -------------- | ---------------- |
| 1 | Gyeon Hwon     | 견훤 甄萱      | 900-935          |
| 1 | Singeom        | 신검 神劍      | 935-936          |

## Goguryeo târziu
Goguryeo târziu (901-918), cunoscut și ca Ma-jin ori Taebong, a fost fondat de Gung-ye, un prinț renegat al Silla. Gung-Ye sa alăturat rebeliuni generalului Yang-Gil, și a crescut printre trupe. El eventual la asasinat pe Yang-Gil și a format un nou regat numit după aceea Goguryeo Târziu. Gung-Ye sa dovedit a fi un tiran, și a fost răsturnat de generalii săi, deschid calea generalului Wang Geon, care a format Goryeo.
| # | Nume personal | Nume personal | Perioada domniei | Epocă coreeană (年號)                   | Epocă coreeană (年號)                                   |
| # | romanizat     | coreean       | Perioada domniei | romanizat                               | coreean                                                 |
| - | ------------- | ------------- | ---------------- | --------------------------------------- | ------------------------------------------------------- |
| 1 | Gung-ye       | 궁예 弓裔     | 901-918          | Mutae Seongchaek Sudeok-Manse Jeong-gae | 무태 (武泰) 성책 (聖冊) 수덕만세 (水德萬歲) 정개 (政開) |

## Goryeo
Goryeo (918-1392) a fost condus de Dinastia Wang.   
| #  | Nume personal | Nume personal                 | Perioada domniei    | Nume de curtoazie (C)/ Nume mongol (M) / Pseudonim (Ps) | Nume de curtoazie (C)/ Nume mongol (M) / Pseudonim (Ps) | Nume de templu (廟號) (T) / Nume postum (諡號) (P) | Nume de templu (廟號) (T) / Nume postum (諡號) (P) | Epocă coreeană (年號) | Epocă coreeană (年號)   |
| #  | romanizat     | coreean                       | Perioada domniei    | romanizat                                               | coreean                                                 | romanizat                                          | coreean                                            | romanizat             | coreean                 |
| -- | ------------- | ----------------------------- | ------------------- | ------------------------------------------------------- | ------------------------------------------------------- | -------------------------------------------------- | -------------------------------------------------- | --------------------- | ----------------------- |
| 1  | Wang Geon     | 왕건 王建                     | 918–943             | Yakcheon (C)                                            | 약천 若天 (C)                                           | Taejo                                              | 태조 太祖 (T)                                      | Cheonsu               | 천수 天授               |
| 2  | Wang Mu       | 왕무 王武                     | 943–945             | Sunggeon (C)                                            | 승건 承乾 (C)                                           | Hyejong                                            | 혜종 惠宗 (T)                                      |                       |                         |
| 3  | Wang Yo       | 왕요 王堯                     | 945–949             | Cheoneui (C)                                            | 천의 (C)                                                | Jeongjong                                          | 정종 定宗 (T)                                      |                       |                         |
| 4  | Wang So       | 왕소 王昭                     | 949–975             | Ilhwa (C)                                               | 일화 日華 (C)                                           | Gwangjong                                          | 광종 光宗 (T)                                      | Gwangdeok Junpung     | 광덕 (光德) 준풍 (峻豊) |
| 5  | Wang Yu       | 왕유 王伷                     | 975–981             | Jangmin (C)                                             | 장민 長民 (C)                                           | Gyeongjong                                         | 경종 景宗 (T)                                      |                       |                         |
| 6  | Wang Chi      | 왕치 王治                     | 981–997             | Ongo (C)                                                | 온고 溫古 (C)                                           | Seongjong                                          | 성종 成宗 (T)                                      |                       |                         |
| 7  | Wang Song     | 왕송 王誦                     | 997–1009            | Hyosin (C)                                              | 효신 孝伸 (C)                                           | Mokjong                                            | 목종 穆宗 (T)                                      |                       |                         |
| 8  | Wang Sun      | 왕순 王詢                     | 1009–1031           | Anse (C)                                                | 안세 安世 (C)                                           | Hyeonjong                                          | 현종 顯宗 (T)                                      |                       |                         |
| 9  | Wang Heum     | 왕흠 王欽                     | 1031–1034           | Wonryang (C)                                            | 원량 元良 (C)                                           | Deokjong                                           | 덕종 德宗 (T)                                      |                       |                         |
| 10 | Wang Hyeong   | 왕형 王亨                     | 1034–1046           | Sinjo (C)                                               | 신조 申照 (C)                                           | Jeongjong                                          | 정종 靖宗 (T)                                      |                       |                         |
| 11 | Wang Hwi      | 왕휘 王徽                     | 1046–1083           | Chokyu (C)                                              | 촉유 燭幽 (C)                                           | Munjong                                            | 문종 文宗 (T)                                      |                       |                         |
| 12 | Wang Hun      | 왕훈 王勳                     | 1083                | Euigong (C)                                             | 의공 義恭 (C)                                           | Sunjong                                            | 순종 順宗 (T)                                      |                       |                         |
| 13 | Wang Un       | 왕운 王運                     | 1083–1094           | Gyecheon (C)                                            | 계천 繼天 (C)                                           | Seonjong                                           | 선종 宣宗 (T)                                      |                       |                         |
| 14 | Wang Uk       | 왕욱 王昱                     | 1094–1095           |                                                         |                                                         | Heonjong                                           | 헌종 獻宗 (T)                                      |                       |                         |
| 15 | Wang Hee      | 왕희 王熙                     | 1095–1105           | Cheonsang (C)                                           | 천상 天常 (C)                                           | Sukjong                                            | 숙종 肅宗 (T)                                      |                       |                         |
| 16 | Wang U        | 왕우 王俁                     | 1105–1122           | Semin (C)                                               | 세민 世民 (C)                                           | Yejong                                             | 예종 睿宗 (T)                                      |                       |                         |
| 17 | Wang Hae      | 왕해 王楷                     | 1122–1146           | Inpyo (C)                                               | 인표 仁表 (C)                                           | Injong                                             | 인종 仁宗 (T)                                      |                       |                         |
| 18 | Wang Hyeon    | 왕현 王晛                     | 1146–1170           | Ilsung (C)                                              | 일승 日升 (C)                                           | Uijong                                             | 의종 毅宗 (T)                                      |                       |                         |
| 19 | Wang Ho       | 왕호 王皓                     | 1170–1197           | Jidan (C)                                               | 지단 之旦 (C)                                           | Myeongjong                                         | 명종 明宗 (T)                                      |                       |                         |
| 20 | Wang Tak      | 왕탁 王晫                     | 1197–1204           | Jihwa (C)                                               | 지화 至華 (C)                                           | Sinjong                                            | 신종 神宗 (T)                                      |                       |                         |
| 21 | Wang Yeong    | 왕영 王韺                     | 1204–1211           | Bulpi (C)                                               | 불피 不陂 (C)                                           | Huijong                                            | 희종 熙宗 (T)                                      |                       |                         |
| 22 | Wang O        | 왕오/왕숙/왕정 王晶/王璹/王貞 | 1211–1213           | Daehwa (C)                                              | 대화 大華 (C)                                           | Gangjong                                           | 강종 康宗 (T)                                      |                       |                         |
| 23 | Wang Cheol    | 왕철 王澈                     | 1213–1259           | Cheonu (C)                                              | 천우 天祐 (C)                                           | Gojong                                             | 고종 高宗 (T)                                      |                       |                         |
| 24 | Wang Sik      | 왕식 王倎                     | 1259–1274           | Ilsin (C)                                               | 일신 日新 (C)                                           | Wonjong                                            | 원종 元宗 (T)                                      |                       |                         |
| 25 | Wang Geo      | 왕거 王椹                     | 1274–1308           |                                                         |                                                         | Chungnyeol                                         | 충렬왕 忠烈王 (P)                                  |                       |                         |
| 26 | Wang Jang     | 왕장 王璋                     | 1308–1313           | Jungang (C)                                             | 중앙 仲昻 (C)                                           | Chungseon                                          | 충선왕 忠宣王 (P)                                  |                       |                         |
| 27 | Wang Man      | 왕만 王燾                     | 1313–1330 1332–1339 | Euihyo (C)                                              | 의효 (C)                                                | Chungsuk                                           | 충숙왕 忠肅王 (P)                                  |                       |                         |
| 28 | Wang Jeong    | 왕정 王禎                     | 1330–1332 1339–1344 | Botapsilli (M)                                          | 보탑실리 普塔失里 (M)                                   | Chunghye                                           | 충혜왕 忠惠王 (P)                                  |                       |                         |
| 29 | Wang Heun     | 왕흔 王昕                     | 1344–1348           | Palsamanaeisa(M)                                        | 팔사마타아지 八思麻朶兒只 (M)                           | Chungmok                                           | 충목왕 忠穆王 (P)                                  |                       |                         |
| 30 | Wang Jeo      | 왕저 王蚳                     | 1348–1351           | Misagamtaaji (M)                                        | 미사감타아지 迷思監朶兒只 (M)                           | Chungjeong                                         | 충정왕 忠靖王 (P)                                  |                       |                         |
| 31 | Wang Jeon     | 왕전 王祺                     | 1351–1374           | Ijae / Ikdang (Ps)                                      | 빠이엔티무르 伯顔帖木兒 (M) 이재 /익당 (Ps)             | Gongmin                                            | 공민왕 恭愍王 (P)                                  |                       |                         |
| 32 | Wang U        | 왕우 王禑                     | 1374–1388           |                                                         |                                                         | U                                                  | 우왕 禑王 (P)                                      |                       |                         |
| 33 | Wang Chang    | 왕창 王昌                     | 1388–1389           |                                                         |                                                         | Chang                                              | 창왕 昌王 (P)                                      |                       |                         |
| 34 | Wang Yo       | 왕요 王瑤                     | 1389–1392           |                                                         |                                                         | Gongyang                                           | 공양왕 恭讓王 (P)                                  |                       |                         |

## Joseon
Dinastia Joseon (1392–1897) a urmat regatului Goryeo. În 1897, când Joseon a devenit Imperiul coreean, unii dintre regii Joseon au fost ridicati postum la rangul de împărați.
| #  | Nume personal | Nume personal           | Perioada domniei       | Nume de curtoazie (C)/ Pseudonim (Ps) | Nume de curtoazie (C)/ Pseudonim (Ps) | Nume de templu (廟號) (T) / Nume postum (諡號) (P) | Nume de templu (廟號) (T) / Nume postum (諡號) (P) | Epocă coreeană (年號)   | Epocă coreeană (年號)               |
| #  | romanizat     | coreean                 | Perioada domniei       | romanizat                             | coreean                               | romanizat                                          | coreean                                            | romanizat               | coreean                             |
| -- | ------------- | ----------------------- | ---------------------- | ------------------------------------- | ------------------------------------- | -------------------------------------------------- | -------------------------------------------------- | ----------------------- | ----------------------------------- |
| 1  | Yi Seong gye  | 이성계/이단 李成桂/李旦 | 1392–1398              | Junggyeol (C)                         | 중결 仲潔 (C)                         | Taejo                                              | 태조 太祖 (T)                                      |                         |                                     |
| 2  | Yi Bang-gwa   | 이방과 李芳果           | 1398–1400              | Gwangwon (C)                          | 광원 光遠 (C)                         | Jeongjong                                          | 정종 定宗 (T)                                      |                         |                                     |
| 3  | Yi Bang won   | 이방원 李芳遠           | 1400–1418              | Yudeok (C)                            | 유덕 遺德(C)                          | Taejong                                            | 태종 太宗(T)                                       |                         |                                     |
| 4  | Yi Do         | 이도 李祹               | 1418–1450              | Wonjeong (C)                          | 원정 元正 (C)                         | Sejong the Great                                   | 세종 世宗(T)                                       |                         |                                     |
| 5  | Yi Hyang      | 이향 李珦               | 1450–1452              | Hwiji (C)                             | 휘지 輝之(C)                          | Munjong                                            | 문종 文宗 (T)                                      |                         |                                     |
| 6  | Yi Hong wi    | 이홍위 李弘緯           | 1452–1455              |                                       |                                       | Danjong                                            | 단종 端宗 (T)                                      |                         |                                     |
| 7  | Yi Yu         | 이유 李瑈               | 1455–1468              | Suji (C)                              | 수지 粹之 (C)                         | Sejo                                               | 세조 世祖 (T)                                      |                         |                                     |
| 8  | Yi Gwang      | 이광 李晄               | 1468–1469              | Myungjo/Pyeongnam (C)                 | 명조/평남 明照/平南 (C)               | Yejong                                             | 예종 睿宗 (T)                                      |                         |                                     |
| 9  | Yi Hyeol      | 이혈 李娎               | 1469–1494              |                                       | (C)                                   | Seongjong                                          | 성종 成宗(T)                                       |                         |                                     |
| 10 | Yi Yung       | 이융 李隆               | 1494–1506              |                                       | (C)                                   | Yeonsangun                                         | 연산군 燕山君                                      |                         |                                     |
| 11 | Yi Yeok       | 이역 李懌               | 1506–1544              | Nakcheon (C)                          | 낙천 樂天 (C)                         | Jungjong                                           | 중종 中宗 (T)                                      |                         |                                     |
| 12 | Yi Ho         | 이호 李峼               | 1544–1545              | Cheonyun (C)                          | 천윤 天胤 (C)                         | Injong                                             | 인종 仁宗 (T)                                      |                         |                                     |
| 13 | Yi Hwan       | 이환 李峘               | 1545–1567              | Daeyang (C)                           | 대양 對陽 (C)                         | Myeongjong                                         | 명종 明宗 (T)                                      |                         |                                     |
| 14 | Yi Yeon       | 이연 李蚣               | 1567–1608              |                                       |                                       | Seonjo                                             | 선조 宣祖 (T)                                      |                         |                                     |
| 15 | Yi Hon        | 이혼 李琿               | 1608–1623              |                                       | (C)                                   | Gwanghaegun                                        | 광해군 光海君                                      |                         |                                     |
| 16 | Yi Jong       | 이종 李倧               | 1623–1649              | Hwabaek (C)                           | 화백 和伯(C)                          | Injo                                               | 인조 仁祖 (T)                                      |                         |                                     |
| 17 | Yi Ho         | 이호 李淏               | 1649–1659              | Jeongyeon (C) Juko (Ps)               | 정연/靜淵 (C) 죽오/竹梧 (Ps)          | Hyojong                                            | 효종 孝宗(T)                                       |                         |                                     |
| 18 | Yi Yeon       | 이연 李棩               | 1659–1674              | Gyungjik (C)                          | 경직 景直 (C)                         | Hyeonjong                                          | 현종 顯宗 (T)                                      |                         |                                     |
| 19 | Yi Sun        | 이순 李焞               | 1674–1720              | Myungbo (C)                           | 명보 明普 (C)                         | Sukjong                                            | 숙종 肅宗 (T)                                      |                         |                                     |
| 20 | Yi Yun        | 이윤 李昀               | 1720–1724              | Hwiseo (C)                            | 휘서 輝瑞 (C)                         | Gyeongjong                                         | 경종 景宗 (T)                                      |                         |                                     |
| 21 | Yi Geum       | 이금 李昑               | 1724–1776              | Gwangsuk (C) Yangseongheon (Ps)       | 광숙/光叔 (C) 양성헌/養性軒 (Ps)      | Yeongjo                                            | 영조 英祖 (T)                                      |                         |                                     |
| 22 | Yi San        | 이산 李祘               | 1776–1800              | Hyeongun (C) Hongjae (Ps)             | 형운/亨運 (C) 홍재/弘齋 (Ps)          | Jeongjo                                            | 정조 正祖 (T)                                      |                         |                                     |
| 23 | Yi Gong       | 이공 李蚣               | 1800–1834              | Gongbo (C) Sunjae (Ps)                | 공보/公寶(C) 순재/純齋 (Ps)           | Sunjo                                              | 순조 純祖 (T)                                      |                         |                                     |
| 24 | Yi Hwan       | 이환 李奐               | 1834–1849              | Muneung (C) Wonheon (Ps)              | 문응/文應 (C) 원헌/元軒 (Ps)          | Heonjong                                           | 헌종 憲宗 (T)                                      |                         |                                     |
| 25 | Yi Byeon      | 이변 李昪               | 1849–1863              | Dosung (C) Daeyongjae (Ps)            | 도승/道升(C) 대용재/大勇齋(Ps)        | Cheoljong                                          | 철종 哲宗 (T)                                      |                         |                                     |
| 26 | Yi Myeong bok | 이명복 李命福           | 1863–1897 (1897-1907)* | Seongrim (C) Juyeon (Ps)              | 성림/聖臨(C) 주연/珠淵 (Ps)           | Gojong*                                            | 고종 高宗 (T)                                      | Gaeguk Geonyang Gwangmu | 개국 (開國) 건양 (建陽) 광무 (光武) |
| 27 | Yi Cheok      | 이척 李拓               | (1907–1910)*           | Gunbang (C) Jeongheon (Ps)            | 군방/君邦(C) 정헌/正軒 (Ps)           | Sunjong*                                           | 순종 純宗 (T)                                      | Yunghui                 | 융희 (隆熙)                         |

## Imperiul Coreean
| # | Nume personal | Nume personal | Perioada domniei | Nume de templu | Nume de templu | Nume de templu (廟號) | Nume de templu (廟號) |
| # | romanizat     | coreean       | Perioada domniei | romanizat      | coreean        | romanizat             | coreean               |
| - | ------------- | ------------- | ---------------- | -------------- | -------------- | --------------------- | --------------------- |
| 1 | Yi Myeong bok | 이명복 李命福 | 1897–1907        | Gwangmu        | 광무 光武      | Gojong                | 고종 (T)              |
| 2 | Yi Cheok      | 이척 李拓     | 1907–1910        | Yunghui        | 융희 隆熙      | Sunjong               | 순종 (T)              |

## Legături externe
- Yoon, N.-H.(윤내현), The Location and Transfer of GO-CHOSUN's Capital(고조선의 도읍 위치와 그 이동), 단군학연구, 7, 207 - 238 (2002)
- Byeon Tae-seop (변태섭) (1999). 韓國史通論 (Hanguksa tongnon) (Outline of Korean history), 4th ed. ISBN 89-445-9101-6.
- Cumings, Bruce (1997). Korea's place in the sun. New York: W.W. Norton. ISBN 0-393-31681-5.
- Kim, Jung Bae (1997). „Formation of the ethnic Korean nation and the emergence of its ancient kingdom states”. Korean history: Discovery of its characteristics and developments. Seoul: Hollym. pp. 27–36. ISBN 1-56591-177-6.
- Nahm, Andrew C. (1988). Korea: Tradition and Transformation — A History of the Korean People. Hollym International. ISBN 0-930878-56-6.
- http://www.rootsinfo.co.kr/index_sub02.html Arhivat în 6 octombrie 2003, la Wayback Machine. (in Korean only)
- http://www.rulers.org